# 最重要的事
《最重要的事》（日语： Sore ga Daiji），是日本樂團大事MAN兄弟樂團的第3張單曲。1991年8月25日發售。是大事MAN兄弟樂團的代表作，日本流行音樂中經典的勵志歌曲，歌手立川俊之、寶塚歌劇團、川嶋愛、李克勤及TOKYO D.等人皆有參與詮釋同一曲調。
歌曲最先是在朝日電視系的報道節目《體育前線》中作為節目結束音樂播出，之後成為富士電視系綜藝節目的主題曲，使單曲的銷量在1991年底飆升，從1991年12月至1992年1月連續五個星期成為Oricon公信榜單曲週榜冠軍；亦成為1992年1月份最暢銷單曲。最終銷量高達180萬張，是1992年日本單曲銷量第4名。
大事MAN兄弟樂團憑著這首歌獲得了包括日本有線大賞最優秀新人賞等重要獎項，在1990年代初紅極一時。
香港歌手李克勤以粵語翻唱為《紅日》，由李克勤本人填詞，成為他個人的代表作。此外台灣團體TOKYO D.亦以國語翻唱為《邀請》。
中国独立游戏工作室NEKCOM Entertainment的2025年作品《昭和米国物语》拿该首歌作为游戏的预告片之背景歌曲。

## 收錄歌曲
- 全作詞、作曲：立川俊之

1. 最重要的事（それが大事）
編曲：大事MAN兄弟樂團、渡辺禎史
2. 與你的秋天大道（Autumn Avenueを君と）
編曲：大事MAN兄弟樂團